# Jürg Lindecker

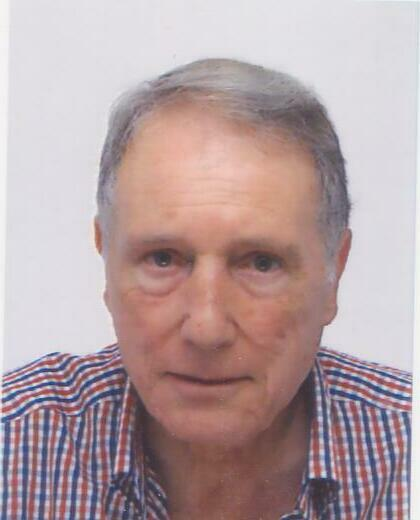
Jürg Lindecker (2018)

Jürg Dominik Lindecker (* 1940 in Ennetbaden, heimatberechtigt in Dörflingen (SH)) ist ein Schweizer Elektroingenieur, Manager und Autor. Er war Präsident der Organisationen Swico und Gesellschaft Ehemaliger Polytechniker (GEP, heute ETH Alumni).

## Leben und Wirken
Lindecker ist der Sohn von Werner Lindecker und von dessen Ehefrau Tosca, geborene Cozzi. Er wuchs in Sainte-Croix VD auf, wo sein Vater seit 1944 als Entwicklungsleiter bei Paillard SA tätig war. Er besuchte das Collège classique in Yverdon-les-Bains. Wegen eines erneuten Stellenwechsels seines Vaters zog die Familie 1955 nach Zürich, wo Lindecker das Kantonale Realgymnasium Zürichberg besuchte und 1959 mit der Matura abschloss. Es folgte das Studium der Elektrotechnik an der ETH Zürich, welches er 1965 als Diplomingenieur abschloss. Anschliessend war er Assistent am Hochspannungslaboratorium von Karl Berger und wirkte bei Blitzmessungen im Tessin mit. Dann begann er ein Zusatzstudium als Betriebsingenieur und schloss dieses 1969 mit dem entsprechenden Diplom ab. Auf diesem Gebiet promovierte er 1976 zum Dr. sc. techn. mit einer Dissertation über die Simulation von Produktionsprozessen. Parallel dazu arbeitete er für die Firma Landis & Gyr, zuerst von 1969 bis 1974 als Projektleiter im Konzernstab Fabrikation in Zug und London und danach 1975 bis 1977 als Fabrikationschef des Unternehmensbereiches Comfort Control. Die nächste Etappe seines Berufslebens war geprägt durch Arbeiten für verschiedene Auftraggeber der Beratungsfirma Häusermann + Co. AG, deren Beratungsbereich Industrial Engineering er von 1978 bis 1982 aufbaute und leitete. Von 1983 bis 1990 war er für die Firma Siemens-Albis in Zürich als Mitglied der Geschäftsleitung tätig, zuerst für den Vertriebsbereich Computer und Communications, dann als Verantwortlicher für das Marketing der Gesamtfirma. Anschliessend betreute er die IT-Ausstellung Orbit/Comdex Europe in Basel als Mitglied und zeitweise Präsident des Verwaltungsrates von 1992 bis 2001. Ab 2000 war er Mitgründer und Partner bei Geneva Consulting & Management S. A. in Genf mit Mandaten in der Schweizer Industrie sowie im Behördengeschäft.

## Weitere Tätigkeiten
- Präsident Swico (Schweizerischer Wirtschaftsverband der Informations-, Communications- und Organisationstechnik) von 1992 bis 2000.[3] In dieser Funktion war Lindecker bei der Einführung des nationalen Rücknahmesystems für ausrangierte Elektro- und Elektronikgeräte wesentlich beteiligt.
- Präsident Gesellschaft Ehemaliger Polytechniker (GEP, ab 2000 ETH Alumni genannt) der ETH Zürich von 1986 bis 2000.[5][6]
- Aktuar Schweizerischer Ingenieur- und Architektenverein (SIA Sektion Zürich) von 1986 bis 1996.
- Vorstandsmitglied Genossenschaft Schweizerische Informatikzertifikate (SIZ) von 1993 bis 2002
- Vorstandsmitglied HANDELSchweiz (Vereinigung Schweizerischer Import- und Grosshandelsfirmen VSIG) von 1996 bis 2010

## Ehrungen
- Ehrenpräsident Swico
- Ehrenmitglied GEP[4]
- Ständiger Ehrengast der ETH Zürich (seit 2000)[1]

## Veröffentlichungen
- Der Ingenieur-Konstrukteur wird zum gestalterischen Generalisten. In: Der Ingenieur-Konstrukteur: Renaissance eines Berufsbildes. Io Management, 69 (1990), Nr. 12, S. 70–73.
- Märkte für Informatikmittel: Umsätze, Margen und Renditen in Turbulenzen. In: NZZ, 8. März 1993, B5
- mit Thomas von Waldkirch und Berndt Samsinger: Enable our future! Stärkung der Start-up-Kultur in der Schweiz aufgrund der Erkenntnisse aus einer empirischen Vergleichsstudie in den USA. ETH Zürich Report, 2002
- Technische Forschung und Reflexion: Hugo Thiemann. In: NZZ, 13. Juni 2012, S. 10
- mit Franz Betschon und Willy Schlachter (Hrsg.): Ingenieure bauen die Schweiz: Technikgeschichte aus erster Hand, Band 1. NZZ Libro-Verlag, 2. Aufl. 2014, ISBN 978-3-03823-911-6
- FLORIDA und FLINTE, die informationstechnische Revolution. In: Franz Betschon und Louis Geiger: Erinnerungen an die Armee 61. Orell Füssli-Verlag 2014, ISBN 978-3-7193-1513-9. S. 247–266.